# Мандай-Сен-Жюльен
Манда́й-Сен-Жюлье́н (фр. Mandailles-Saint-Julien, окс. Mandailles Sant Julien) — коммуна во Франции, находится в регионе Овернь. Департамент — Канталь. Входит в состав кантона Орийак-4. Округ коммуны — Орийак.
Код INSEE коммуны — 15113.
Коммуна расположена приблизительно в 430 км к югу от Парижа, в 90 км юго-западнее Клермон-Феррана, в 24 км к северо-востоку от Орийака.

## Население
Население коммуны на 2008 год составляло 205 человек.
| 1962 | 1968 | 1975 | 1982 | 1990 | 1999 | 2008 |
| ---- | ---- | ---- | ---- | ---- | ---- | ---- |
| 607  | 527  | 450  | 363  | 276  | 226  | 205  |

## Экономика
В 2007 году среди 117 человек в трудоспособном возрасте (15—64 лет) 77 были экономически активными, 40 — неактивными (показатель активности — 65,8 %, в 1999 году было 58,2 %). Из 77 активных работали 67 человек (44 мужчины и 23 женщины), безработных было 10 (4 мужчин и 6 женщин). Среди 40 неактивных 13 человек были учениками или студентами, 12 — пенсионерами, 15 были неактивными по другим причинам.

## Фотогалерея
- Мандай-Сен-Жюльен
- Церковь
- Деревня Рюде
- Мэрия